# Gare de Herseaux
La gare de Herseaux est une gare ferroviaire belge de la ligne 75A, de Mouscron à Froyennes, située à Herseaux section de la ville de Mouscron dans la province de Hainaut en région wallonne. 
Elle est mise en service en 1881 par l'administration des chemins de fer de l'État Belge. C'est une halte voyageurs de la Société nationale des chemins de fer belges (SNCB) desservie par des trains InterCity (IC) et d’Heure de pointe (P).

## Situation ferroviaire
Établie à 32 m d'altitude, la gare de Herseaux est située au point kilométrique (PK) 3,785 de la ligne 75A, de Mouscron à Froyennes, entre les gares ouvertes de Mouscron et de Froyennes. C'était une gare de bifurcation avec la ligne 85, de Leupegem à Avelgem (frontière).

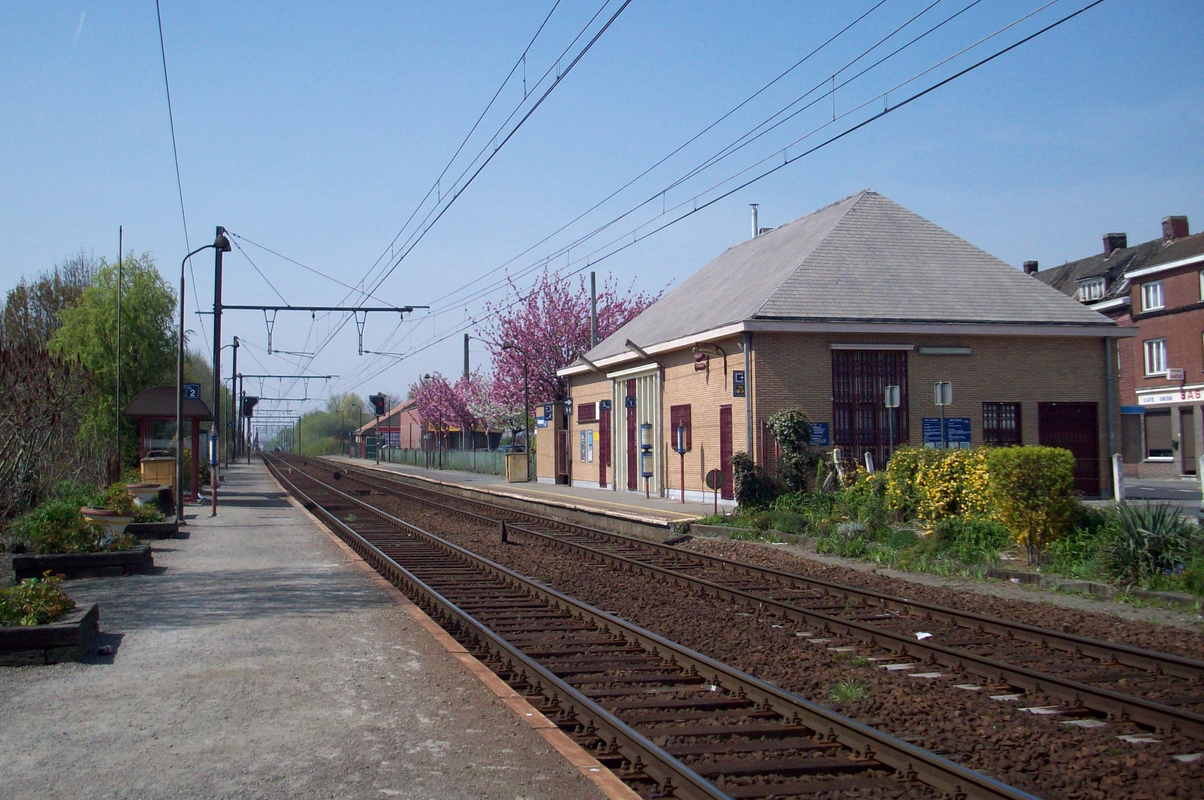
Vue de la gare.

## Histoire
Le 24 octobre 1842, l’administration des chemins de fer de l’État belge ouvre à l’exploitation l'embranchement de Mouscron à Tournai (actuelle ligne 75A) de la ligne de Gand à Mouscron et la frontière française. Cependant Herseaux ne possède alors pas de gare.
La construction de la ligne 85 (de Leupegem à Herseaux via Avelgem), prolongée par la ligne de Wattrelos à Roubaix fut l’occasion d’édifier à Herseaux une vaste gare. Inaugurée le 1er août 1881, elle était dotée d’une version agrandie des gares type 1873 avec un bureau de douane et deux logements de fonction dans les parties à deux étages (un pour le chef de la douane et un pour le chef de gare). Malgré le statut frontalier de cette gare, la ligne transfrontalière entre Herseaux et Wattrelos n’a été réalisée qu’en 1899.
En 1918, les Allemands détruisirent le bâtiment de la gare lors de leur retraite. Le 14 octobre 1922, à la station de Tournai, a lieu l'adjudication pour la démolition des ruines du bâtiment et la construction d'un nouveau bâtiment ainsi que d'une halle aux marchandises et d'un pavillon pour les toilettes.
Un bâtiment provisoire, à colombages et un seul étage, fut édifié pour remplacer la gare détruite, mais le provisoire dura près de cinquante ans, car le bâtiment de la gare actuel fut construit en 1969.
Le bâtiment de 1969 est un édifice de briques jaunes Fouquemberg avec un toit à pentes et de petites fenêtres verticales.
La SNCB a prévu la fermeture du guichet en 2012, elle deviendra effective lorsque seront résolus : le reclassement du personnel, l'installation d'un automate permettant l'achat des titres de transport et la possibilité d'avoir une salle d'attente pour les voyageurs. Depuis le 28 juin 2013, la gare est devenue un point d'arrêt et le guichet est définitivement fermé.

## Service des voyageurs

### Accueil
Halte SNCB, c'est un point d'arrêt non géré (PANG) à accès libre. Elle est équipée d'un automate pour l'achat de titres de transport.

### Desserte
Herseaux est desservie par des trains InterCity (IC) et d’Heure de pointe (P) de la SNCB, qui effectuent des missions sur la ligne commerciale 94 (Bruxelles - Hal - Mouscron) (voir brochure SNCB).
En semaine, la desserte est constituée par les trains suivants :
- des trains IC-26 reliant Courtrai à Saint-Nicolas ;
- des trains L reliant Mouscron à Mons et Quévy ;
- deux paires des trains P reliant Mouscron à Schaerbeek ;
- une paire de trains P reliant Mouscron à Tournai.

Les week-ends et jours fériés, il existe des IC-14 qui relient Liers à Mouscron via Liège, Namur, Charleroi-Central, La Louvière et Mons.
Un unique train P relie Mouscron à Louvain-la-Neuve le dimanche soir (en période scolaire).

### Intermodalité
Le stationnement des véhicules est possible à proximité. La gare est desservie par les lignes 1 et 2 du TEC Hainaut et par la ligne transfrontalière MWR des réseaux TEC et Ilévia.

## Comptage voyageurs
Ce graphique et tableau montre le nombre de voyageurs embarquant en moyenne durant la semaine, le samedi et le dimanche.
| Nombre de passagers qui embarquent à la gare de Herseaux | Nombre de passagers qui embarquent à la gare de Herseaux | Nombre de passagers qui embarquent à la gare de Herseaux | Nombre de passagers qui embarquent à la gare de Herseaux |
|                                                          | Semaine                                                  | Samedi                                                   | Dimanche                                                 |
| -------------------------------------------------------- | -------------------------------------------------------- | -------------------------------------------------------- | -------------------------------------------------------- |
| 1977                                                     | 390                                                      | 178                                                      | 139                                                      |
| 1978                                                     | 401                                                      | 144                                                      | 105                                                      |
| 1979                                                     | 408                                                      | 122                                                      | 81                                                       |
| 1980                                                     | 441                                                      | 98                                                       | 126                                                      |
| 1981                                                     | 457                                                      | 119                                                      | 118                                                      |
| 1982                                                     | 380                                                      | 114                                                      | 141                                                      |
| 1983                                                     | 410                                                      | 128                                                      | 162                                                      |
| 1984                                                     | 436                                                      | 77                                                       | 110                                                      |
| 1985                                                     | 520                                                      | 89                                                       | 165                                                      |
| 1986                                                     | 619                                                      | 65                                                       | 153                                                      |
| 1987                                                     | 551                                                      | 63                                                       | 95                                                       |
| 1988                                                     | 688                                                      | 110                                                      | 147                                                      |
| 1989                                                     | 775                                                      | 171                                                      | 236                                                      |
| 1990                                                     | 614                                                      | 155                                                      | 275                                                      |
| 1991                                                     | 799                                                      | 159                                                      | 250                                                      |
| 1992                                                     | 862                                                      | 146                                                      | 287                                                      |
| 1993                                                     | 685                                                      | 105                                                      | 254                                                      |
| 1994                                                     | 548                                                      | 84                                                       | 183                                                      |
| 1995                                                     | 500                                                      | 102                                                      | 246                                                      |
| 1996                                                     | 630                                                      | 88                                                       | 241                                                      |
| 1997                                                     | 632                                                      | 92                                                       | 185                                                      |
| 1998                                                     | 543                                                      | 97                                                       | 228                                                      |
| 1999                                                     | 577                                                      | 126                                                      | 144                                                      |
| 2000                                                     | 680                                                      | 107                                                      | 194                                                      |
| 2001                                                     | 589                                                      | 118                                                      | 272                                                      |
| 2002                                                     | 566                                                      | 110                                                      | 246                                                      |
| 2003                                                     | 668                                                      | 117                                                      | 194                                                      |
| 2004                                                     | 591                                                      | 118                                                      | 252                                                      |
| 2005                                                     | 601                                                      | 138                                                      | 246                                                      |
| 2006                                                     | 629                                                      | 152                                                      | 226                                                      |
| 2007                                                     | 622                                                      | 118                                                      | 232                                                      |
| 2008                                                     | -                                                        | -                                                        | -                                                        |
| 2009                                                     | 569                                                      | 196                                                      | 219                                                      |
| 2010                                                     | -                                                        | -                                                        | -                                                        |
| 2011                                                     | -                                                        | -                                                        | -                                                        |
| 2012                                                     | 788                                                      | 120                                                      | 296                                                      |
| 2013                                                     | 613                                                      | 148                                                      | 235                                                      |
| 2014                                                     | 856                                                      | 180                                                      | 264                                                      |
| 2015                                                     | 628                                                      | 107                                                      | 217                                                      |
| 2016                                                     | 674                                                      | 159                                                      | 224                                                      |
| 2017                                                     | 604                                                      | 148                                                      | 208                                                      |
| 2018                                                     | 504                                                      | 217                                                      | 289                                                      |
| 2019                                                     | 576                                                      | 215                                                      | 165                                                      |
| 2020                                                     | 459                                                      | 122                                                      | 136                                                      |
| 2021                                                     | -                                                        | -                                                        | -                                                        |
| 2022                                                     | 560                                                      | 180                                                      | 219                                                      |
| 2023                                                     | 550                                                      | 181                                                      | 225                                                      |
| 2024                                                     | 580                                                      | 187                                                      | 263                                                      |